# Вільям Боррер
Вільям Боррер (англ. William Borrer; нар. 13 червня 1781, Генфілд, Сассекс — пом. 10 січня 1862, Барроу Гілл, там само) — англійський ботанік, відомий своїми великими та точними знаннями про рослини Британських островів.
Він багато подорожував Британією, щоб побачити і зібрати рослини і лишайники, а також одного разу перетнув Ла-Манш, щоб відвідати Нормандію. У деяких зі своїх подорожей його супроводжували Вільям Джексон Гукер та Чарльз Кардейл Бабінґтон. Боррер особливо цікавився лишайниками, вербами, трояндами і сукулентами, хоча мав дуже широкі знання в рослинах. Він був особливо гарний у записі ідентифікації рослин, але часто опускав дату та місце, де рослина була зібрана. До нього також часто зверталися щодо ідентифікації. Він намагався вирощувати багато видів рослин у своєму саду, щоб він міг розрізняти ключові ідентифікаційні характеристики, не турбуючись про те, що відмінності викликані різним місцем існування. У «Перших записах про британські квіткові рослини» В. А. Кларка, опублікованих у 1897 році, Боррер був названий першим, хто ідентифікував 21 вид квіткових рослин у місцях від Корнуолла до Кейтнесу. Серед них були Isnardia palustris у Бакстеді в 1827 році та трава Leersia oryzoides у Генфілд Левелс в 1844 році та кілька верб. Він також ідентифікував кілька морських водоростей та лишайників.
Він зустрічався і переписувався з іншими ботаніками у Великій Британії та за кордоном, включаючи Джозефа Бенкса, Доусона Тернера, Г'юетта Коттрелла Вотсона та Джозефа Гукера, та обмінювався з ними зразками рослин. Боррер був обраний членом Ліннеївського товариства в 1805 році, а в 1835 році членом Королівського товариства. Він також був членом Вернерівського товариства природної історії, що базується в Единбурзі. Боррер був одним з тих, хто запропонував Вільяма Гукера в члени Ліннеївського товариства в 1806 році.

## Особисте життя

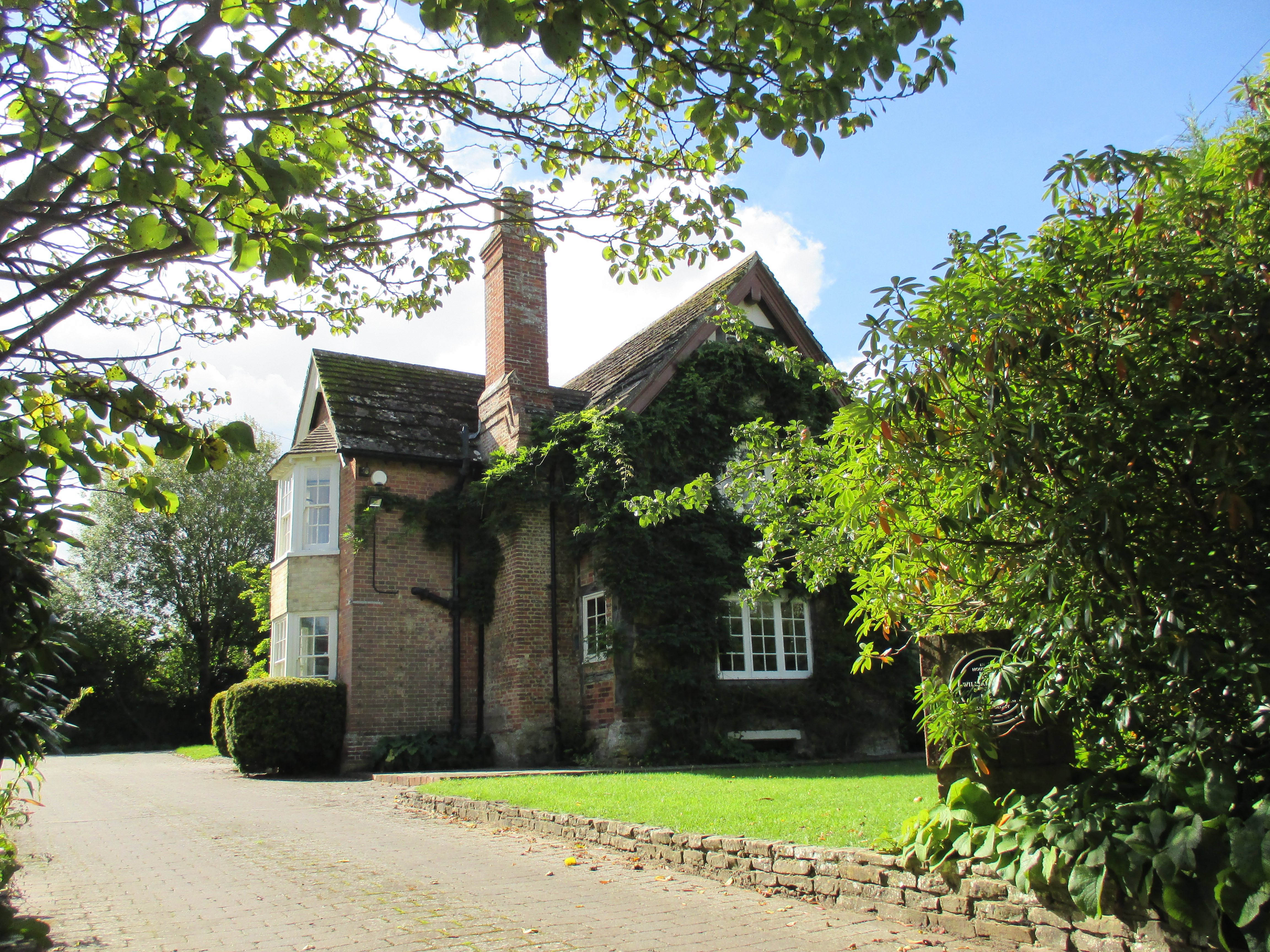
Потвелл, місце народження Боррера в Генфілді, Західний Сассекс

Боррер народився в Генфілді, Сассекс, 13 червня 1781 року. Його батьки були землевласниками та фермерами, які постачали армію. Він здобував освіту у приватних школах та у репетиторів. Цікавився рослинами змалку. Успадкувавши сімейне багатство, він зміг присвятити себе рослинам.
Боррер був покровителем наук і підтримував місцеву церкву фінансово. Він також сприяв освіті бідних, будуючи школи на своїй землі. Він також був мировим суддею.
Він одружився з Елізабет Голл у 1810 році, і у них було 13 дітей. П'ятеро померли у дитинстві. Він помер у своїй резиденції в Барроу-Гіллі, Сассекс, 10 січня 1862 року.